# 日和山 (仙台市)
日和山（日语：／ Hiyoriyama）位於日本宮城縣仙台市宮城野區蒲生，海拔只有3米高，即約一層平房的高度之人造山。
此山在1991至1996年以及2014年4月9日至今是日本海拔高度最低的山，亦是繼靜山後世界海拔高度第二低的山。